# Igrzyska Wspólnoty Narodów młodzieży
Igrzyska Wspólnoty Narodów młodzieży (ang. Commonwealth Youth Games) – impreza sportowa przeznaczona dla osób pomiędzy trzynastym a osiemnastym rokiem życia reprezentujących kraje należące do Wspólnoty Narodów. Jest to odpowiednik Igrzysk Wspólnoty Narodów dla młodzieży. Zawody te odbywają się, podobnie jak Igrzyska Wspólnoty Narodów, co cztery lata.
Pierwsza tego typu impreza odbyła się w Edynburgu na terenie Szkocji w 2000 roku.

## Lista Igrzysk Wspólnoty Narodów Młodzieży[2]
| Edycja | Miasto   | Kraj      | Uczestnicy | Dyscypliny | Konkurencje | Sportowcy |
| ------ | -------- | --------- | ---------- | ---------- | ----------- | --------- |
| 2000   | Edynburg | Szkocja   | 15         | 8          | 112         | 773       |
| 2004   | Bendigo  | Australia | 22         | 10         | 146         | 980       |
| 2008   | Pune     | Indie     | 71         | 9          | 117         | 1220      |
| 2011   | Douglas  | Wyspa Man | 63         | 7          | 112         | 804       |
| 2015   | Apia     | Samoa     |            | 7          |             |           |
| 2017   | Nassau   | Bahamy    |            |            |             |           |

## Quaich
Symbolem igrzysk jest Quaich – tradycyjne szkockie naczynie do picia – które zostało ufundowane przez władze Edynburga, organizatora inauguracyjnej edycji. Jest płykim, niewielkim – mierzącym trzynaście centymetrów wysokości i osiemnaście centymetrów szerokości – srebrnym pucharkiem. Zgodnie z tradycją Quaich jest przekazywany gospodarzom następnych igrzysk na ceremonii zamknięcia poprzednich.
Inskrypcja na nim brzmi:
Inaugural Commonwealth Youth Games Edinburgh

This Quaich Was Donated By The City Of Edinburgh To Celebrate

The Commonwealth Youth Games

Scotland Commands & Entrusts The Future Of These Games In Perpetuity